# Лопаево
Лопаево — село в Новолялинском городском округе Свердловской области.

## География
Лопаево расположено на правом берегу реки Лобвы, в 23 километрах к северо-западу от города Новой Ляли — центра района и городского округа. Расстояние до Екатеринбурга — 267 километров.
Лопаево входит в состав Новолялинского городского округа как муниципального образования и Новолялинского района как административно-территориальной единицы. До 1 октября 2017 года село также входило в состав Коптяковского сельсовета — административно-территориальной единицы третьего уровня в составе района.

### Часовой пояс
Лопаево, как и вся Свердловская область, находится в часовой зоне МСК+2. Смещение применяемого времени относительно UTC составляет +5:00.

## История
Деревня изначально называлась Лабинская. Село основано Вогулами, после выселения их по указу Тобольского приказа в 1698 году, предок рода Лопаевых Лабайка Почехов - Сосьвинский вогул Верхотурского уезда ушел жить в места промысла на р. Лобва рядом с Бабиновской дорогой, после открытия в 1598 году Бабиновской дороги.

## Население
| 2002 | 2010 | 2021 |
| ---- | ---- | ---- |
| 250  | ↘200 | ↘157 |

## Инфраструктура
Село разделено на четыре улицы: Береговая, Зелёная, Молодёжная, Школьная. Действует общеобразовательная школа (МКОУ НГО «Лопаевская ООШ»).

### Транспорт
Через село проходит автобусный маршрут №4 «Лобва — Шайтанка».